# Kho tàng họ Mạc
Kho tàng họ Mạc, viết đầy đủ là Kho tàng họ Mạc ở Hà Tiên. Kho tàng này có hay không, không ai dám chắc, nhưng từ rất lâu, nó đã là đề tài được truyền tụng của không ít người ở vùng đồng bằng sông Cửu Long (Việt Nam).

## Mạc Mi cô

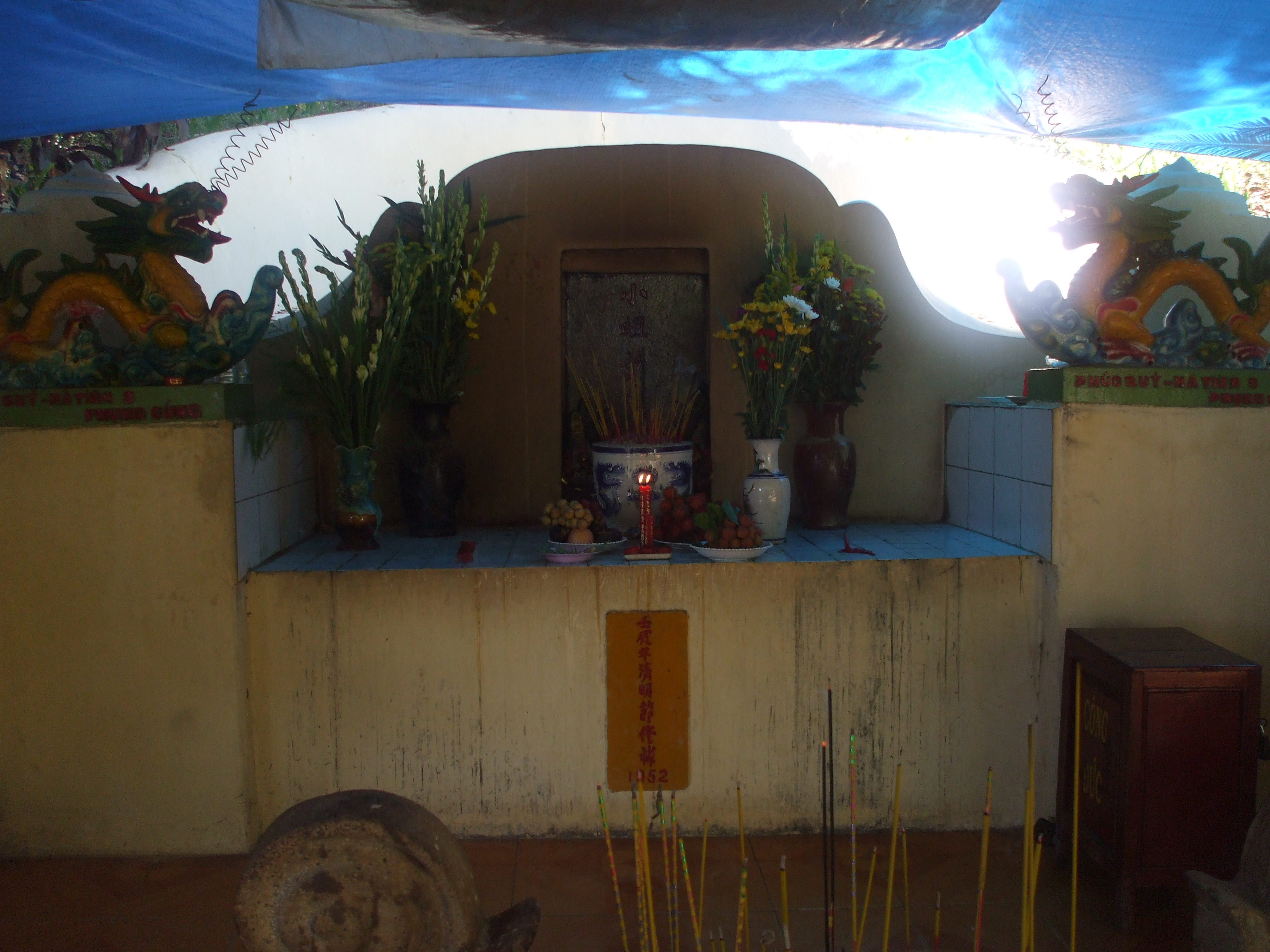
Mộ Mạc Mi Cô.

Theo nữ sĩ Mộng Tuyết, thì mọi chuyện bắt đầu như sau:
Chuyện sinh nở của Hiếu Túc Nguyễn phu nhân, vợ chánh của Đô đốc Mạc Thiên Tứ, có một điều gì bí ẩn lạ lùng lắm. Hình như trong Mạc phủ cấm tiết lộ việc này. Ít lâu sau, nhân lời nói hở của một thị nữ trong phủ khi về thăm nhà, và nhân một tờ giấy tình cờ bắt được trong mình người thợ đá chết vì bạo bịnh, thì câu chuyện được kể đại khái như thế này: Nguyễn Phu nhân chuyển bụng, đến đúng ngọ hôm thứ ba thì sinh được một gái. Nhưng khi tắm rửa xong, thì đứa trẻ sơ sinh tự nhiên lớn lên bằng đứa trẻ lên chín, lên mười tuổi. Tiểu thư này đẹp đẽ khác thường: da trắng, tóc dài, mày thanh, mắt sáng...y như dung nhan của tiên nữ trong tranh. Và thật bất ngờ, khi tiểu thư phát ra tiếng nói, mà giọng hòa hoãn như tiếng gió trong đêm thanh.
Mọi người chưa hết kinh ngạc, thì tiểu thư đã từ từ nhắm mắt, nằm yên, tắt thở và thân hình cũng từ từ thu nhỏ lại như lúc mới sinh, không có chút chi khác lạ. Tức tốc, Nguyễn phu nhân cho táng tiểu thư trọng thể ở mé tây núi Bình San và còn đứng ra đôn đốc làm gấp ngôi mộ kiên cố, tráng lệ, y như mộ phần của bậc vương phi. Ngay khi mọi việc vừa xong, thì Mạc Đô đốc cũng vừa đi duyệt binh về, và ông chỉ kịp truyền khắc trên mộ chí mấy chữ giản dị: Tiểu thư Mạc Mi cô chi mộ.

## Nguyên văn bài sấm
Cũng theo nữ sĩ Mộng Tuyết, Mạc Mi cô "bất ngờ phát ra tiếng nói", để đọc một bài sấm :
| Khả thủy sơn nhơn Nước xanh dờn dờn Núi Xanh dờn dờn Nhị thập viết đại Ấp trồng cây trái Quả ngọt hoa thơm Tay vin tay hái. Hoa nhỏ tí tí Quả nhỏ tí tí Tám chín xuân thu Hoa nào phong nhụy. Phi vương phi bá Xưng cô xưng quả Trời có con trai Một cội bảy lá. | Bờ tre xanh xanh Hái lá nấu canh Canh ăn hết canh Vị cay thanh thanh Trời tây bóng ngả chênh chênh Soi vào hang đá long lanh ngọc vàng. Vàng trong lòng đá Vàng chói sáng lòa Vọng lên lầu các nguy nga Ao sen nở trắng trước tòa khói hương. |

## Giải thích bài sấm
Sau khi giới thiệu bài sấm trên trong sách Văn học Hà Tiên, Thi sĩ Đông Hồ viết:
Đọc xong bài sấm ai mà không nghĩ đây là một bài thần chú chỉ dẫn để tìm đến một kho tàng bí mật: 
Soi vào hang đá long lanh ngọc vàng.
Vàng trong lòng đá
Vàng chói sáng lòa...
Thử đem các đầu mối đứt khúc của câu chuyện chắp nối lại, chúng ta đoán như thế này:
Bà phu nhân họ Nguyễn (chánh thất của Mạc Thiên Tứ) có giấu một kho tàng ở đâu đó. Người thợ đá lãnh việc chạm bài chỉ dẫn này trên đá phải tuyệt đối giữ bí mật công tác của mình. Nhưng người thợ đá bỗng chết vì bạo bệnh. Cho nên những dòng chữ ghi trên mãnh giấy kia, phút chốc biến thành bài sấm thiêng liêng do chính miệng Mạc Mi cô đọc lên, để đánh lạc hướng sự theo dõi của những người muốn tìm dấu kho vàng.
Nhưng gạt bỏ hết những gì huyền bí, tôi (Đông Hồ) thấy bài đó quả là một bài tiên đoán sự nghiệp của họ Mạc ở Hà Tiên, từ khi khai sáng cho đến lúc tàn mạt. Mỗi câu, mỗi chữ đều đúng như y, phân minh từng chi tiết...
Lược theo lời giải thích của thi sĩ Đông Hồ:
- Câu 1: Khả thủy: chiết tự là chữ Hà (bộ Thủy kèm chữ khả). Sơn nhơn: chiết tự là chữ Tiên (bộ nhơn kèm chữ sơn).
- Câu 2 và 3 chỉ là câu đưa đẩy cho đẹp lời.
- Câu 4: Nhị thập viết đại là chiết tự chữ Mạc (bộ "hai mươi" đầu, chữ "viết" ở giữa và chữ "đại" ở dưới chân).
- Câu 5: Ấp trồng cây trái, là chữ Mạc có bộ ấp, tức họ Mạc đặc biệt do chúa Nguyễn ban tứ để khác với họ Mạc Đăng Dung đã tiếm vị vua Lê.
- Câu 6 và 7: Quả ngọt hoa thơm - Tay vin tay hái. Để tả cảnh vật phồn thịnh, mùa màng phong túc của trấn Hà tiên mà họ Mạc được thụ hưởng kết quả.
- Câu 8 đến câu 11: Hoa nhỏ tí tí - Quả nhỏ tí tí - Tám chín xuân thu - Hoa nào phong nhụy. Tý trên ứng năm Mậu Tý (1708) là năm Mạc Cửu sai sứ triều kiến chúa Nguyễn Phúc Chu và dâng đất Hà Tiên. Tý dưới là ứng vào năm Canh Tý (1780), là năm Mạc Thiên Tứ tuẫn tiết ở nước Xiêm La. Tám chín xuân thu, là từ năm 1708 cho đến 1780 vừa đúng 72 năm. Tám lần chín là 72, ứng vận số của họ Mạc ở Hà Tiên.
- Câu 12 đến câu 13: Là nói họ Mạc ở Hà Tiên tuy không phải là tước vương, tước bá, nhưng địa vị giống như một tiểu vương của một nước tự chủ ở biên thùy.
- Câu 14 đến câu 15: Trời có con trai - Một cội bảy lá. Nguyên họ Mạc ở Hà Tiên có một thể thức đặt danh hiệu: dùng bảy chữ là "thiên, tử, công, hầu, bá, tử, nam" để làm tên đệm, sử cũ gọi đó là thất diệp phiên hàn. Chữ "trời" ứng chữ Thiên (Mạc Thiên Tứ), chữ con trai ứng chữ Tử (Mạc Tử Khâm), có nghĩa đến dòng họ Mạc đến chữ tử này thì hết (Mạc Tử Khâm không có con trai, họ Mạc tuyệt tự)[4].
- Câu 16 đến câu 19: Bờ tre xanh xanh, chỉ dãy Trúc Bàn thành. Hái lá nấu canh, ý nói đến thời kỳ trấn Hà Tiên bị tàn tạ, bị phá hủy. Canh ăn hết canh, là vừa hết năm Canh Tuất (1910). Vị cay thanh thanh, là ứng với việc mộ vợ chánh của Mạc Thiên Tứ bị khai quật trong tiết Thanh minh năm Tân Hợi (1911).
- Câu 20, 21: ứng việc khi mở được cửa mộ của Hiếu Túc thái phu nhân, thì trời đã về chiều. Hai chữ "trời tây" còn ngầm chỉ "người Tây.
- Câu 22, 23: Chú ý chữ vàng ở câu 21 là "vàng trong hang đá", ở câu dưới là " vàng trong lòng đá". Chữ vàng ở câu sau ứng việc Mạc Thiên Tứ tuẫn tiết ở nước Xiêm, bằng cách nuốt vàng cho bí cuống phổi, ngạt thở mà chết.
- Câu 22, 23 (hai câu cuối): mô tả đúng cảnh trí nơi Đền thờ họ Mạc hiện nay. Ngoài ra, chữ vọng, còn nhắc người đọc liên tưởng đến Vọng Các, nơi mà hơn 50 người họ Mạc và tùy tùng đã chết vì một lời tấu xàm.

Cuối cùng, thi sĩ kết luận: 
Hiểu như thế, thì bài sấm này không có gì huyền bí cả. Lại thấy rằng vần điệu của nó lưu loát, đọc lên có một khí vị hay hay. Huống nữa, nó còn chứa đựng một ý nghĩa như là một bài thơ sử ký sự, đáng truyền..

## Bị khai quật mộ
Thi sĩ Đông Hồ kể:

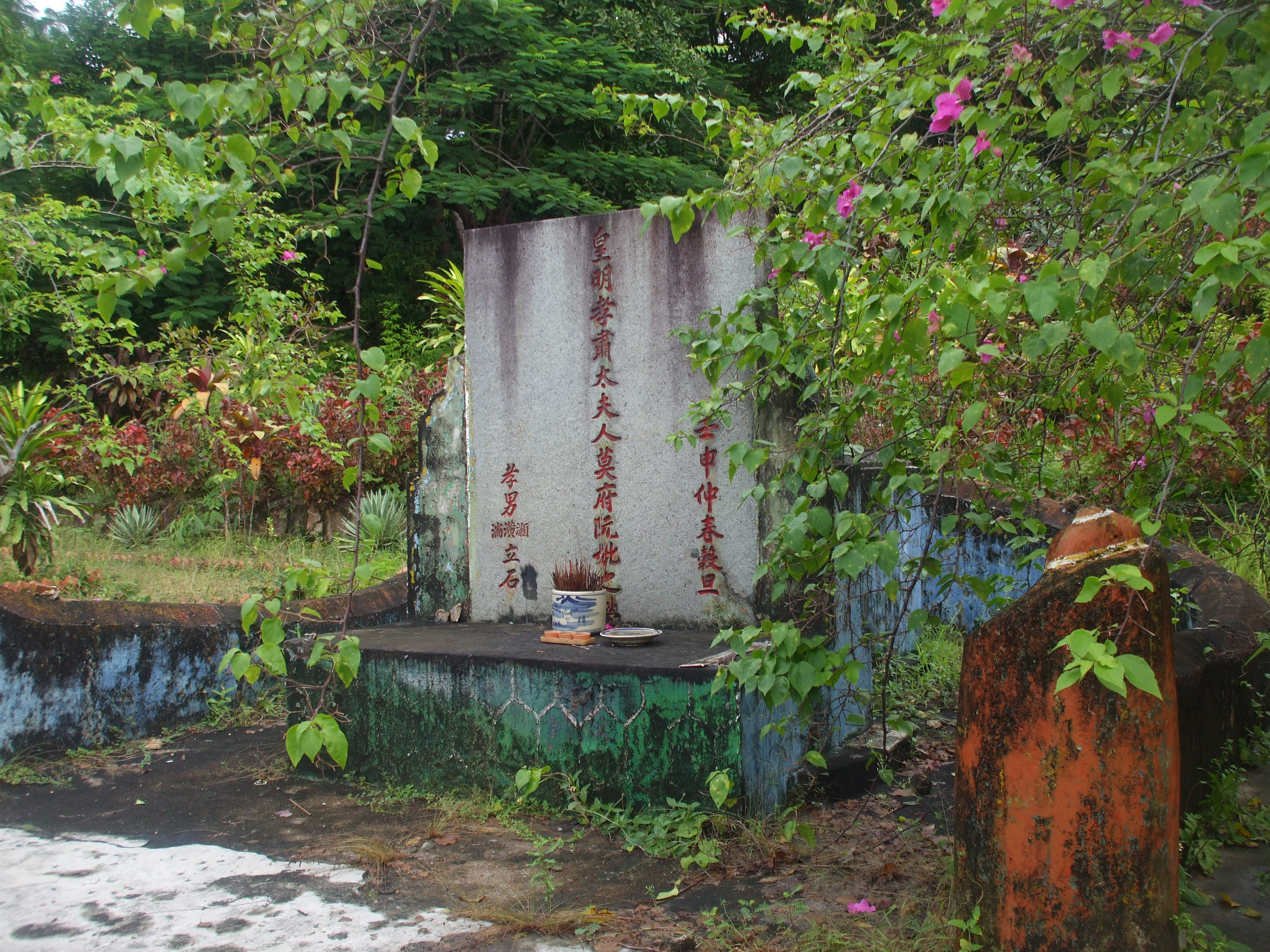
Mộ Hiếu Túc thái phu nhân, sau khi bị cải táng.

Hiếu Túc thái phu nhân họ Nguyễn, là một bậc cân quắc anh hùng, đã có công rất lớn trong việc gây dựng bá nghiệp cho họ Mạc ở Hà Tiên. Phu nhân được chúa Nguyễn sắc phong đến nhất phẩm phu nhân. Một người đàn bà có quyền thế, có chức tước lớn to lớn như vậy mà mất đi trong lúc sự nghiệp thịnh thời thì khi nằm xuống, không thể như một người thường cho được.
Cho nên viên chủ tỉnh Tây khi đó, đã có dụng ý.
Số là, mượn cớ cần kiến thiết, chỉnh trang thành phố Hà Tiên, viên chủ tỉnh đã cho lệnh khai quật ngôi mộ bà Hiếu Túc, để mở đường cho việc khai thác đất đá, trong khi quanh Hà Tiên, hãy còn biết bao nhiêu đồi núi khác có nhiều đá, nhiều đất hơn.
Mùa Thanh minh năm Tân Hợi (1911), một đoàn tù nhân bị lưu đày ở Hà Tiên, được lệnh kéo đến núi Bình San để khai quật mộ bà Hiếu Túc. Thi sĩ kể tiếp:
Sau khi phần đất đá chung quanh mộ bị đập phá hết rồi, chỉ còn trơ vơ một nấm phong vôi. Đoàn tù nhân nỗ lực đến ngày thứ mười thì chỗ bệ thờ trước mộ mới bị phá vỡ. Nạy tấm bia đá, thì lộ ra một miệng hầm chỉ đủ cho vài người chui lọt.
Chiều hôm sau, một nghi lễ tạm đặt trước mộ, có sự chứng kiến của hương chức địa phương và con cháu dòng họ Mạc, và rồi một vài người chui xuống hầm, cạy nắp áo quan. Giở ít lớp khăn liệm bằng gấm thì đến bộ xương, ông Mạc Tử Khâm, cháu bảy đời của dòng họ Mạc, cầm nến soi vào áo quan, nhặt từng mảnh xương vụn...Sau rốt, cái quách đựng bộ xương được đem về quàn tạm tại Đền thờ họ Mạc, đợi ngày làm lễ cải táng.
Sau cuộc khai quật, nảy ra nhiều tiếng đồn đãi. Rằng ai đó đã lượm được một hột nút bằng vàng, hay lượm được bộ nút bằng mã não đỏ v.v...
Duy có một điều biết chắc là ông Mạc Tử Khâm, được viên chủ tỉnh Hà Tiên chia phần cho một chiếc trâm bằng vàng có gắn kim cương. Và theo lời chính thức của chính quyền Pháp, thì chỉ có chiếc trâm đó là đáng giá, ngoài ra không có kho tàng hay bảo vật nào khác nữa.
Chiếc trâm này, gặp lúc túng, ông Khâm đã bán nó cho một người Pháp tên là Chapuis, người cai quản ngọn hải đang ở Mũi Nai...Và hiện nay không biết nó đã lưu lạc ở nơi đâu...
Mộ của phu nhân, sau khi bị cải táng, hiện nằm trên núi Bình San (Hà Tiên), trong khu mộ của dòng họ Mạc.